# Communauté de communes Brie des Rivières et Châteaux
Die Communauté de communes Brie des Rivières et Châteaux ist ein französischer Gemeindeverband mit der Rechtsform einer Communauté de communes im Département Seine-et-Marne in der Region Île-de-France. Der Gemeindeverband wurde am 10. Dezember 2016 gegründet und umfasst 31 Gemeinden. Der Verwaltungssitz befindet sich im Ort Le Châtelet-en-Brie.

## Historische Entwicklung
Der Gemeindeverband entstand mit Wirkung vom 1. Januar 2017 durch den Zusammenschluss von Gemeinden aus folgenden gleichzeitig aufgelösten Verbänden:
- Communauté de communes Vallées et Châteaux (12 Gemeinden),
- Communauté de communes des Gués de l’Yerres (7 Gemeinden)
- Communauté de communes la Brie Centrale (7 Gemeinden)
- Communauté de communes de l’Yerres à l’Ancœr (4 Gemeinden) und
- Communauté de communes du Pays de Seine (1 Gemeinde).

## Mitgliedsgemeinden
| Gemeinde                                             | Einwohner 1. Januar 2022 | Fläche km² | Dichte Einw./km² | Code INSEE | Postleitzahl |
| ---------------------------------------------------- | ------------------------ | ---------- | ---------------- | ---------- | ------------ |
| Andrezel                                             | 324                      | 8,08       | 40               | 77004      | 77390        |
| Argentières                                          | 352                      | 2,57       | 137              | 77007      | 77390        |
| Beauvoir                                             | 185                      | 3,94       | 47               | 77029      | 77390        |
| Blandy                                               | 769                      | 13,99      | 55               | 77034      | 77115        |
| Bombon                                               | 936                      | 15,00      | 62               | 77044      | 77720        |
| Champdeuil                                           | 735                      | 3,97       | 185              | 77081      | 77390        |
| Champeaux                                            | 814                      | 13,05      | 62               | 77082      | 77720        |
| Châtillon-la-Borde                                   | 224                      | 7,25       | 31               | 77103      | 77820        |
| Chaumes-en-Brie                                      | 3.452                    | 20,07      | 172              | 77107      | 77390        |
| Coubert                                              | 1.942                    | 8,36       | 232              | 77127      | 77170        |
| Courquetaine                                         | 187                      | 7,82       | 24               | 77136      | 77390        |
| Crisenoy                                             | 595                      | 12,87      | 46               | 77145      | 77390        |
| Échouboulains                                        | 557                      | 20,91      | 27               | 77164      | 77830        |
| Évry-Grégy-sur-Yerre                                 | 3.236                    | 19,12      | 169              | 77175      | 77166        |
| Féricy                                               | 613                      | 9,33       | 66               | 77179      | 77133        |
| Fontaine-le-Port                                     | 1.014                    | 7,89       | 129              | 77188      | 77590        |
| Fouju                                                | 631                      | 7,81       | 81               | 77195      | 77390        |
| Grisy-Suisnes                                        | 2.848                    | 18,34      | 155              | 77217      | 77166        |
| Guignes                                              | 4.434                    | 5,68       | 781              | 77222      | 77390        |
| Le Châtelet-en-Brie                                  | 4.231                    | 22,71      | 186              | 77100      | 77820        |
| Les Écrennes                                         | 619                      | 18,54      | 33               | 77165      | 77820        |
| Machault                                             | 790                      | 16,28      | 49               | 77266      | 77133        |
| Moisenay                                             | 1.363                    | 8,72       | 156              | 77295      | 77950        |
| Ozouer-le-Voulgis                                    | 2.002                    | 11,30      | 177              | 77352      | 77390        |
| Pamfou                                               | 966                      | 10,41      | 93               | 77354      | 77830        |
| Saint-Méry                                           | 333                      | 9,94       | 34               | 77426      | 77720        |
| Sivry-Courtry                                        | 1.108                    | 22,47      | 49               | 77453      | 77115        |
| Soignolles-en-Brie                                   | 2.024                    | 10,77      | 188              | 77455      | 77111        |
| Solers                                               | 1.284                    | 6,28       | 204              | 77457      | 77111        |
| Valence-en-Brie                                      | 1.023                    | 11,03      | 93               | 77480      | 77830        |
| Yèbles                                               | 970                      | 11,68      | 83               | 77534      | 77390        |
| Communauté de communes Brie des Rivières et Châteaux | 40.561                   | 366,18     | 111              | –          | –            |